# Clerodendrum cordatum
Clerodendrum cordatum là một loài thực vật có hoa trong họ Hoa môi. Loài này được D.Don mô tả khoa học đầu tiên năm 1825.